# Distrikt Huancapón
Der Distrikt Huancapón liegt in der Provinz Cajatambo in der Region Lima in West-Peru. Der Distrikt wurde am 2. Januar 1857 gegründet. Er besitzt eine Fläche von 150 km². Beim Zensus 2017 wurden 1052 Einwohner gezählt. Im Jahr 1993 lag die Einwohnerzahl bei 1624, im Jahr 2007 bei 1225. Die Distriktverwaltung befindet sich in der 3145 m hoch gelegenen Ortschaft Huancapón mit 373 Einwohnern (Stand 2017). Huancapón liegt 15 km westsüdwestlich der Provinzhauptstadt Cajatambo.

## Geographische Lage
Der Distrikt Huancapón liegt in der peruanischen Westkordillere im zentralen Westen der Provinz Cajatambo. Der Distrikt wird im Westen von dem nach Süden strömenden Río Pativilca sowie im Norden und im Süden von dessen linken Nebenflüssen Río Rapay und Río Gorgor begrenzt.
Der Distrikt Huancapón grenzt im Westen an den Distrikt Carhuapampa (Provinz Ocros), im Norden an den Distrikt Copa, im Osten an den Distrikt Cajatambo, im Südosten an den Distrikt Gorgor sowie im Südwesten an den Distrikt Manás.